# Cantón de Tartas-Oeste
El cantón de Tartas-Oeste era una división administrativa francesa, que estaba situada en el departamento de Landas y la región de Aquitania.

## Composición
El cantón estaba formado por diez comunas más una fracción de la comuna que le daba su nombre:
- Bégaar
- Beylongue
- Boos
- Carcen-Ponson
- Laluque
- Lesgor
- Pontonx-sur-l'Adour
- Rion-des-Landes
- Saint-Yaguen
- Tartas
- Villenave

## Supresión del cantón de Tartas-Oeste
En aplicación del Decreto n.º 2014-181 de 18 de febrero de 2014, el cantón de Tartas-Oeste fue suprimido el 22 de marzo de 2015 y sus 11 comunas pasaron a formar parte del nuevo cantón de País Morcense-Tarusate.